# Сенсени
Сенсени́ (фр. Sinceny) — коммуна во Франции, находится в регионе Пикардия. Департамент коммуны — Эна. Входит в состав кантона Шони. Округ коммуны — Лан.
Код INSEE коммуны — 02719.

## Население
Население коммуны на 2010 год составляло 2152 человека.
| 1962 | 1968 | 1975 | 1982 | 1990 | 1999 | 2010 |
| ---- | ---- | ---- | ---- | ---- | ---- | ---- |
| 2394 | 2273 | 2349 | 2221 | 2078 | 2156 | 2152 |

## Экономика
В 2010 году среди 1355 человек трудоспособного возраста (15—64 лет) 938 были экономически активными, 417 — неактивными (показатель активности — 69,2 %, в 1999 году было 65,0 %). Из 938 активных жителей работали 837 человек (459 мужчин и 378 женщин), безработных было 101 (45 мужчин и 56 женщин). Среди 417 неактивных 118 человек были учениками или студентами, 167 — пенсионерами, 132 были неактивными по другим причинам.